# Zweischneidiges Schwert

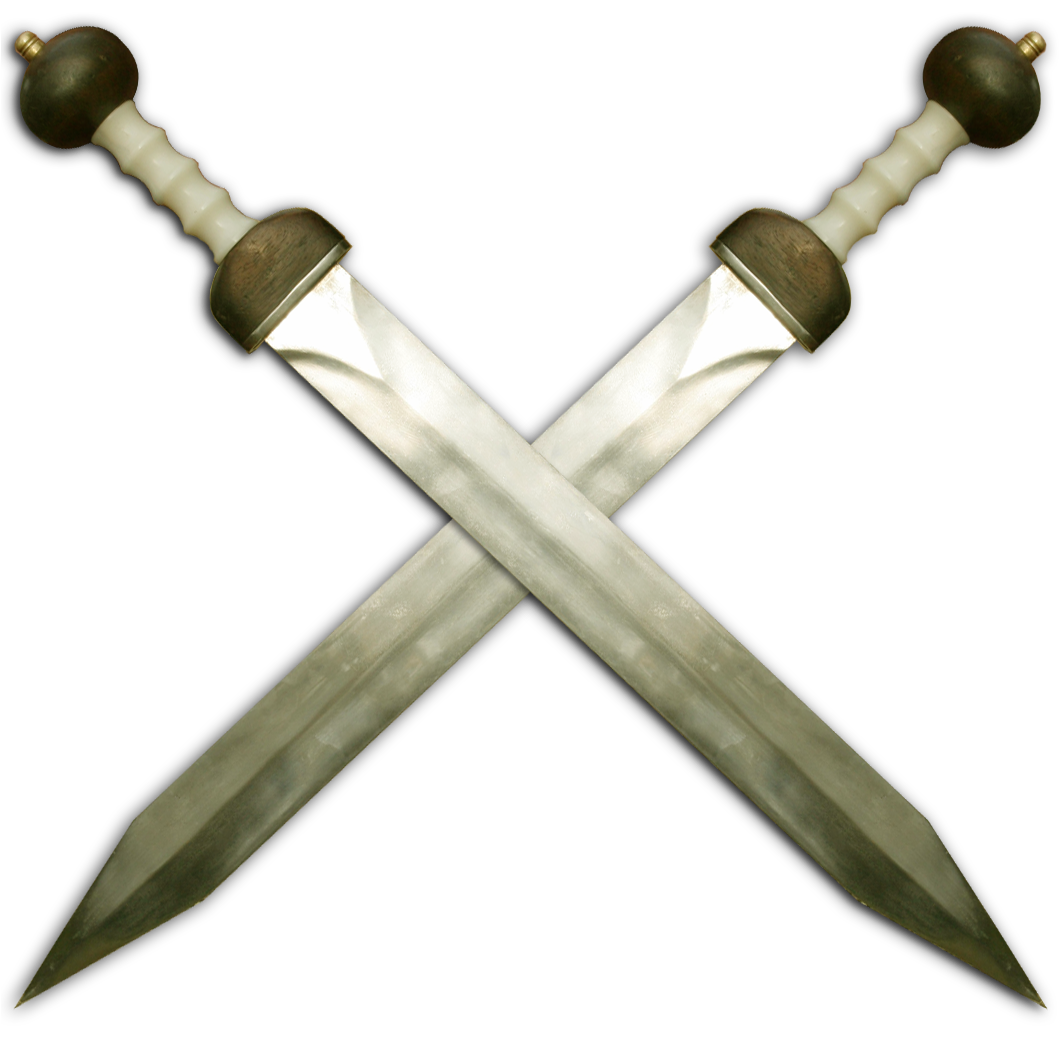
Zweischneidige Schwerter

Zweischneidig werden Schwerter genannt, die beidseitig geschliffen sind. Dies hatte zur Folge, dass dem Kämpfer mehrere Angriffsmöglichkeiten zur Verfügung standen: starke Schläge und Schnitte mit der Vorhand und Rückhandschläge, die über Schilde und Brustwehren schlagen konnten, dafür aber schwächer waren. Daneben war es dem Kämpfer möglich, einfach eine stumpf gewordene Klinge im Kampf zu drehen, um weiterkämpfen zu können.
Die Redewendung vom „zweischneidigen Schwert“ kommt bereits in der Bibel vor:

„Denn das Wort Gottes ist lebendig und kräftig und schärfer als jedes zweischneidige Schwert und dringt durch, bis dass es scheidet Seele und Geist, auch Mark und Bein, und ist ein Richter der Gedanken und Sinne des Herzens.“

Der ursprünglich positiv, als Qualitätsmerkmal angesehene Begriff wandelte sich zu der späteren ambivalenten Verwendung, in der „ein zweischneidiges Schwert“ etwas ist, das in irgendeiner Weise sowohl von Vorteil als auch nachteilig sein kann.